# Gobernación de Béja
La Gobernación de Béja (en árabe: ولاية باجة) es una de las veinticuatro gobernaturas de Túnez. Está situada en el norte del país, cubriendo un área de 3.558 km². Tiene una población de 303,032 habitantes, según el censo de 2014. La capital es la ciudad de Béja.
Ubicada a 105 km de la capital, la gobernación de Beja constituye una zona de vínculo geográfico entre las vecinas gobernaciones. Es bordeada por el mar Mediterráneo (26 km de su costa norte), Siliana, en el sur, la gobernación de Jendouba, al oeste, la gobernación de Ariana hacia el este y la gobernación de Zaghouan está al sureste.

## Delegaciones con población en abril de 2014
- Amdoun 21,187
- Béja Nord 71,198
- Béja Sud 38,101
- Goubellat 15,762
- Medjez el-Bab 41,749
- Nefza 48,101
- Téboursouk 22,115
- Testour 33,613
- Thibar 11,206

- Datos: Q276576
- Multimedia: Béja Governorate / Q276576